# Cairnwells & Blairgowrie
Cairnwells & Blairgowrie - pasmo w Grampianach Wschodnich, w Szkocji. Pasmo to graniczy z Grupą Loch Earn, Glen Lyon i Atholl i East Drumochter na zachodzie, pasmem Cairngorm na północy oraz z Lochnagar i Angus Glens na wschodzie. Najwyższym szczytem pasma jest Glas Tulaichean, który osiąga wysokość 1051 m.
Najważniejsze szczyty:
- Glas Tulaichean (1051 m),
- Cairnwell (933 m),
- Càrn Aosda (917 m).